# 재선충속
재선충속은 둥근꼬리선충목에 속하는 선충류 가운데 하나이다. 대부분은 절대균식성이지만 야자나무재선충 및 소나무재선충 등 일부는 나무를 먹는데, 이는 야자나무 및 소나무의 해충으로써 경제적으로 중요하며, 재선충속의 종들은 대개 훈련받은 선충학자 또는 DNA 시퀀스 분석에 접근할 수 있는 경우를 제외하고는 서로 구별하기 어렵기 때문에 일부 국가에서는 전체 속을 검역하에 둔다. 그러나 그렇지 않은 경우, 재선충은 발달생물학, 경제학 및 유전학을 위한 모델 생물로 자리 잡고 있다.
2009년 즈음, 약 70종에서 90종이 속에 분류되어 있다. 새로운 분류군이 종종 기술된다.

## 생태
재선충속에는 오키나와재선충(B. okinawaensis)라는 자웅동체종 하나와 100종 이상의 자웅이체종이 속해 있다. 재선충은 토양 또는 썩어가는 나무에 서식하며, 나무 자체나  귀부균 ("Botrytis cineerea") 등의 곰팡이에서 자라는 균사를 섭취한다. 때때로 나무 내부의 곰팡이 부하를 줄여주어 유익하지만, 식물 조직을 섭취해 살아있는 나무를 죽이는 것으로 알려져 있다.
이 선충들은 영동성이어서, 영속유충(永續幼蟲) 상태일 때 곤충을 통해 나무들 사이로 전파된다. 나무좀, 바구미, 수염하늘소속 등의 목하늘소아과, 땅벌 등이 매개충에 해당한다. 영속유충의 형성 과정은 잘 알려져 있지 않지만, 소나무시들음병과 같은 선충에 의해 발생하는 식물병의 급속확산에 있어 중요하기 때문에 연구에 대한 관심을 끌고 있다.

## 하위 종
재선충속 내의 종으로는 다음과 같다.
- Bursaphelenchus abietinus Braasch & Schmutzenhofer, 2000
- Bursaphelenchus abruptus
- Bursaphelenchus africanus Braasch, et al., 2007
- Bursaphelenchus anatolius
- Bursaphelenchus antoniae
- Bursaphelenchus arthuri
- Bursaphelenchus borealis
- Bursaphelenchus chitwoodi
- Bursaphelenchus clavicauda
- 야자나무재선충 (Bursaphelenchus cocophilus)
- Bursaphelenchus conicaudatus
- Bursaphelenchus doui
- Bursaphelenchus eggersi
- Bursaphelenchus eremus
- Bursaphelenchus fraudulentus
- Bursaphelenchus fungivorus Franklin & Hooper, 1962
- Bursaphelenchus gerberae
- Bursaphelenchus hellenicus Skarmoutsos, Braasch & Michalopoulou, 1998
- Bursaphelenchus hildegardae
- Bursaphelenchus hofmanni Braasch, 1998
- Bursaphelenchus hunti
- Bursaphelenchus hylobianum
- Bursaphelenchus kevini
- Bursaphelenchus mucronatus
- Bursaphelenchus okinawaensis Kanzaki, et al., 2008
- Bursaphelenchus paracorneolus
- Bursaphelenchus parvispicularis
- Bursaphelenchus pinasteri
- Bursaphelenchus piniperdae Fuchs, 1937
- Bursaphelenchus platzeri
- Bursaphelenchus poligraphi
- Bursaphelenchus rainulfi
- Bursaphelenchus sachsi
- Bursaphelenchus seani Giblin & Kaya, 1983
- Bursaphelenchus sexdentati Rühm, 1960
- Bursaphelenchus sinensis
- Bursaphelenchus singaporensis
- Bursaphelenchus thailandae
- Bursaphelenchus tusciae
- Bursaphelenchus vallesianus
- 소나무재선충 (Bursaphelenchus xylophilus)
- Bursaphelenchus yongensis